# Frank Constandse
Franklin Louis (Frank) Constandse (Voorburg, 31 mei 1946) is een voormalig Nederlands volleybalinternational.
Frank Constandse behoorde tot het eerste Nederlandse volleybalteam dat afgevaardigd werd naar de Olympische Spelen. In 1964 werd in Tokio judo en volleybal geïntroduceerd als olympische sport. Nederland werd bij de Zomerspelen van 1964 achtste van de tien deelnemende landen.